# Sud (metroul ușor din Charleroi)
Sud este o stație a metroului ușor din Charleroi situată pe bucla centrală și amplasată pe esplanada din fața gării Charleroi-Sud, aproape de cartierul Ville-Basse.

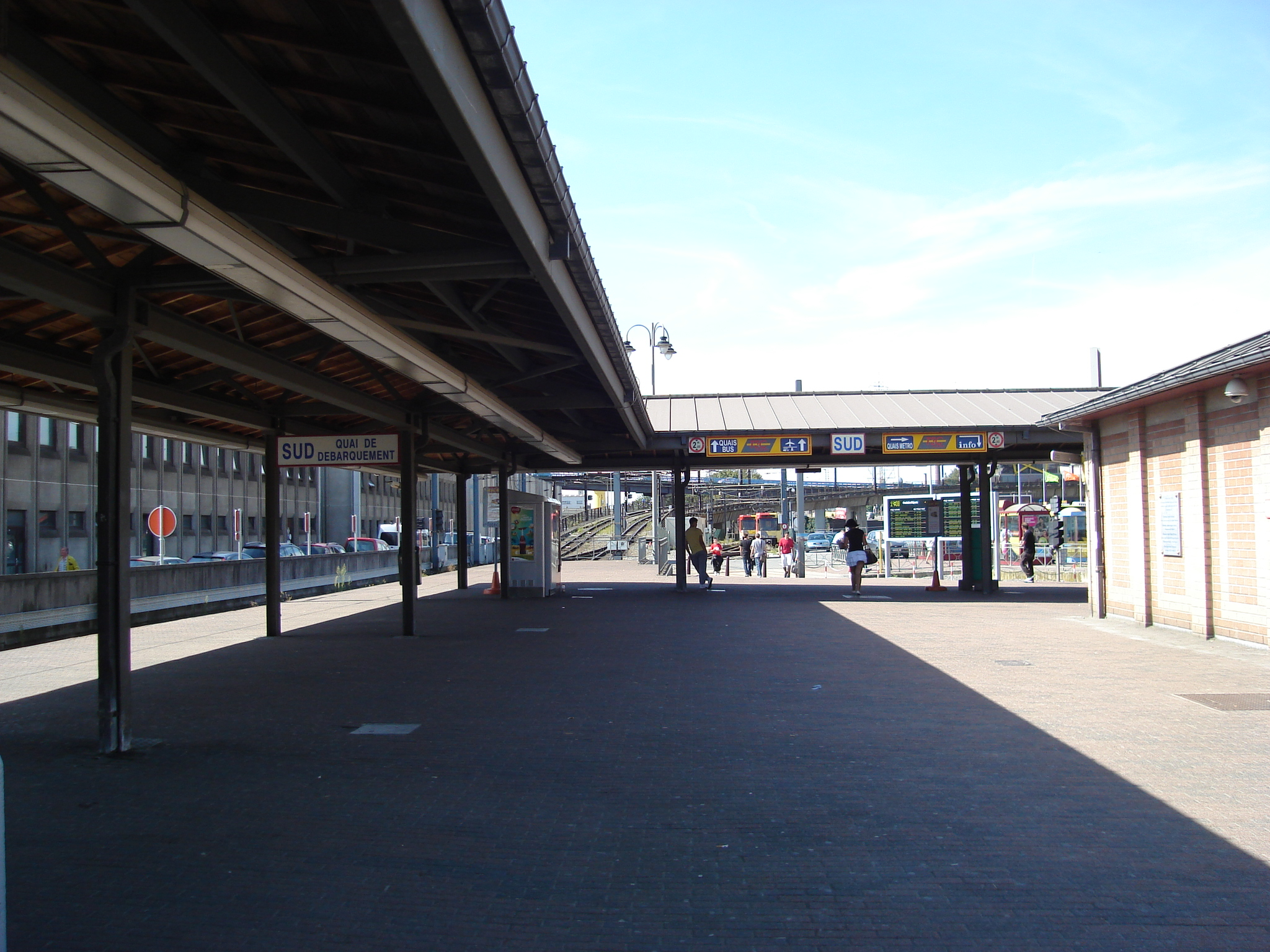
Peronul de îmbarcare, cu stația de autobuz în fundal.

## Caracteristici
Pe 21 iunie 1976 a fost dat în funcțiune primul tronson al metroului ușor din Charleroi, între stațiile „Sud” și „Vilette”. Pe 12 septembrie 1997 au fost terminate ample lucrări de reamenajare a esplanadei din fața gării, stația „Sud” fiind complet renovată cu această ocazie. Până în februarie 2012, „Sud” era stația terminus a liniilor 54 și 89, dar odată cu inaugurarea tronsonului Sud–Parc ea a devenit o stație de trecere pentru liniile M1, M2 și M4. Linia M3 circulă și ea prin stație începând din septembrie 2012. 
Stația „Sud” este una din cele mai importante ale rețelei metroului ușor, deservind gara Charleroi-Sud (de unde și denumirea ei), precum și cartierul Ville-Basse. O la fel de importantă stație de autobuze, de la care pornește un număr semnificativ de linii către periferie, funcționează în imediata ei vecinătate.
Stația are forma unei rachete în centrul căreia se găsește o esplanadă din pavele roșii care ține loc de peron. Liniile de tramvai sunt acoperite cu un acoperiș din lemn și metal. În partea de vest a stației funcționează două linii pentru gararea tramvaielor, iar în partea de est o buclă de întoarcere.
Diverse căi de acces către stație sunt amenajate dinspre stația de autobuz, dinspre esplanada gării Charleroi-Sud sau dinspre tunelul pietonal pe sub liniile spre Bruxelles ale gării. Călătorii pot cumpăra bilete și abonamente sau solicita informații de la chioșcul TEC Charleroi situat în incinta stației.

## Linii de autobuz și de metrou
| Linie   | Traseu                                                                                    |
| ------- | ----------------------------------------------------------------------------------------- |
| M1      | Anderlues → Pétria → Sud → Parc → Beaux-Arts → Pétria → Anderlues                         |
| M2      | Anderlues → Pétria → Beaux-Arts → Parc → Sud → Pétria → Anderlues                         |
| M3      | Gosselies → City-Nord → Madeleine → Parc → Sud → Madeleine → Gosselies                    |
| M4      | Soleilmont → Beaux-Arts → Sud → Parc → Soleilmont                                         |
| 1       | Montignies-sur-Sambre - Charleroi - Montigny-le-Tilleul                                   |
| 3       | Montignies-sur-Sambre - Charleroi - Jamioulx                                              |
| 13      | Charleroi - Loverval - Châtelet - Presles                                                 |
| 14      | Charleroi - Loverval - Bouffioulx - Châtelet - Gilly (M)                                  |
| 18      | Châtelet - Charleroi - Lodelinsart - Jumet                                                |
| 19      | Charleroi - Loverval (- Nalinnes - Gerpinnes)                                             |
| 20      | Charleroi ↔ Loverval IMTR (H) (- Bouffioulx - Acoz - Gerpinnes)                           |
| 21      | Charleroi - Marcinelle Hublinbu                                                           |
| 25      | Charleroi - Montignies-sur-Sambre - Châtelineau - Gilly Soleilmont (M)                    |
| 35      | Charleroi - Montignies-sur-Sambre - Châtelineau - Farciennes                              |
| 41      | Charleroi - Dampremy (M) - Jumet - Roux - Courcelles - Jumet Madeleine (M)                |
| 43      | Charleroi → Marchienne-au-Pont → Trazegnies → Courcelles → Marchienne-au-Pont → Charleroi |
| 52      | Charleroi - Nalinnes - Gourdinne                                                          |
| 68      | Charleroi → Ransart → Gosselies Aéropôle → Charleroi                                      |
| 70      | Charleroi - Montigny-le-Tilleul Vésale (H)                                                |
| 71      | Charleroi - Montigny-Le-Tilleul - Marchienne-Au-Pont Moulin (M)                           |
| 83      | Charleroi → Marchienne-au-Pont → Courcelles → Trazegnies → Marchienne-au-Pont → Charleroi |
| 85      | Charleroi - Marchienne-au-Pont - Jumet Brûlotte                                           |
| 86      | Charleroi - Marchienne-au-Pont - Jumet - Gosselies Athénée                                |
| 109A    | Charleroi - Marchienne-au-Pont - Thuillies - Beaumont - Chimay                            |
| 109D    | Charleroi - Chimay (direct)                                                               |
| 138B    | Charleroi - Loverval - Acoz - Florennes                                                   |
| 170     | Charleroi - Jamioulx - Marbaix - Montigny-le-Tilleul Vésale (H)                           |
| 173     | Charleroi - Landelies - Fontaine-l'Evêque - Piéton                                        |
| 451     | Charleroi - Loverval - Philippeville - Mariembourg - Couvin                               |
| A       | Charleroi - Gosselies Aéroport                                                            |
| Citybus | Charleroi - Gilly dépôt                                                                   |
| W03     | Charleroi - Chimay (direct)                                                               |